# Xã Freeo, Quận Ouachita, Arkansas
Xã Freeo (tiếng Anh: Freeo Township) là một xã thuộc quận Ouachita, tiểu bang Arkansas, Hoa Kỳ. Năm 2010, dân số của xã này là 401 người.